# سووویک (استان اشوی‌داشکسیه)
سووویک (به لهستانی: Słowik) یک منطقهٔ مسکونی در لهستان است که در گمینا شتکووکا-نووینه واقع شده‌است. سووویک ۹۸ نفر جمعیت دارد.